# جولین مور
جولی ان اسمیت (انگلیسی: Julie Anne Smith؛ زادهٔ ۳ دسامبر ۱۹۶۰) معروف به جولین مور (Julianne Moore) بازیگر آمریکایی است. او از آغاز دههٔ ۱۹۹۰ در سینما پرکار بوده و بابت به تصویر کشیدن زنان به‌لحاظ احساسی نابسامان در فیلم‌های مستقل و نیز بابت نقش‌هایش در آثار بلاکباستر شهرت دارد. او افتخارات گوناگونی از جمله یک جایزهٔ اسکار، یک جایزهٔ فیلم بفتا، دو جایزهٔ گلدن گلوب و دو جایزهٔ امی دریافت کرده‌است.
مور در رشتهٔ تئاتر دانشگاه بوستون به تحصیل پرداخت و کارش را با مجموعه‌ای از نقش‌ها در تلویزیون آغاز کرد. او از سال ۱۹۸۵ تا ۱۹۸۸ در مجموعهٔ تلویزیونی آبکی همان‌طور که جهان می‌چرخد نقش منظمی داشت و برای آن برندهٔ جایزهٔ امی دی‌تایم شد. آغاز فعالیت سینمایی او در دههٔ ۱۹۹۰ رقم خورد و در طول نیمهٔ نخست این دهه به بازی در نقش‌های مکمل ادامه داد. مور با کمدی-درام برش‌های کوتاه (۱۹۹۳) مورد توجه قرار گرفت و نقش‌آفرینی‌هایش در درام‌های وانیا در خیابان چهل و دوم (۱۹۹۴) و ایمن (۱۹۹۵) باعث جلب توجه منتقدان شد. بازی در نقش اصلی فیلم‌های پرفروش نه ماه (۱۹۹۵) و جهان گمشده: پارک ژوراسیک (۱۹۹۷) او را به یکی از زنان نقش اول هالیوود تبدیل کرد.
مور بابت نقش‌آفرینی‌هایش در شب‌های عیاشی (۱۹۹۷)، پایان رابطه (۱۹۹۹)، دور از بهشت (۲۰۰۲) و ساعت‌ها (۲۰۰۲) نامزد دریافت جایزهٔ اسکار شد؛ او در فیلم نخست نقش بازیگر پورنوگرافی دههٔ ۱۹۷۰ و در سه فیلم دیگر نقش زنان خانه‌دار ناراضی در میانهٔ سدهٔ بیستم را ایفا کرد. کار او با نقش‌هایش در لبوفسکی بزرگ (۱۹۹۸)، مگنولیا (۱۹۹۹)، هانیبال (۲۰۰۱)، فرزندان انسان (۲۰۰۶)، یک مرد مجرد (۲۰۰۹)، بچه‌ها حالشان خوب است (۲۰۱۰)، دیوانه‌وار، احمقانه، عشق (۲۰۱۱) و نقشه‌های ستاره‌های سینما (۲۰۱۴) ترقی یافت. مور بابت به تصویر کشیدن سارا پیلین در فیلم تلویزیونی تغییر بازی (۲۰۱۲) برندهٔ جایزهٔ امی ساعات پربیننده و بابت بازی در نقش بیمار آلزایمری در هنوز آلیس برندهٔ جایزهٔ اسکار بهترین بازیگر زن شد. مجموعهٔ اکشن بازی‌های گرسنگی (۲۰۱۴–۲۰۱۵) و فیلم جاسوسی کینگزمن: محفل طلایی (۲۰۱۷) از پرفروش‌ترین فیلم‌های بعدی او بودند. مور از آن زمان در فیلم‌های مستقل و پروژه‌های اینترنتی، شامل می دسامبر (۲۰۲۳)، به کارش ادامه داد.
مور علاوه بر کار بازیگری، مجموعه‌ای از کتاب‌های کودکانه دربارهٔ شخصیتی به نام توت‌فرنگی کک‌مکی نوشته‌است. مجلهٔ تایم در سال ۲۰۱۵ از او به‌عنوان یکی از ۱۰۰ شخص تأثیرگذار در جهان یاد کرد و در سال ۲۰۲۰، نام او در فهرست نیویورک تایمز از ۲۵ بازیگر بزرگ سدهٔ بیست و یکم قرار گرفت. او با کارگردان بارت فرویندلیش ازدواج کرده و از او صاحب دو فرزند شده‌است.

## اوایل زندگی
جولی ان اسمیت در ۳ دسامبر ۱۹۶۰، در تأسیسات نظامی فورت براگ در کارولینای شمالی به دنیا آمد. او بزرگ‌ترین فرزند از سه خواهر و برادر است. پدرش، پیتر مور اسمیت، چترباز ارتش ایالات متحده در طول جنگ ویتنام بود که به درجه سرهنگ رسید و قاضی نظامی شد. مادرش، ان (با نام خانوادگی سابق لاو؛ ۱۹۴۰–۲۰۰۹)، روان‌شناس و مددکار اجتماعی اسکاتلندی از گرینوک بود که در سال ۱۹۵۱ به همراه خانواده‌اش به ایالات متحده مهاجرت کرد. مور یک خواهر کوچکتر به نام والری اسمیت و یک برادر کوچکتر به نام پیتر مور اسمیت دارد که رمان‌نویس است. مور که نیمی از تبارش اسکاتلندی است، در سال ۲۰۱۱ برای قدردانی از مادر مرحومش ادعای شهروندی بریتانیا کرد.

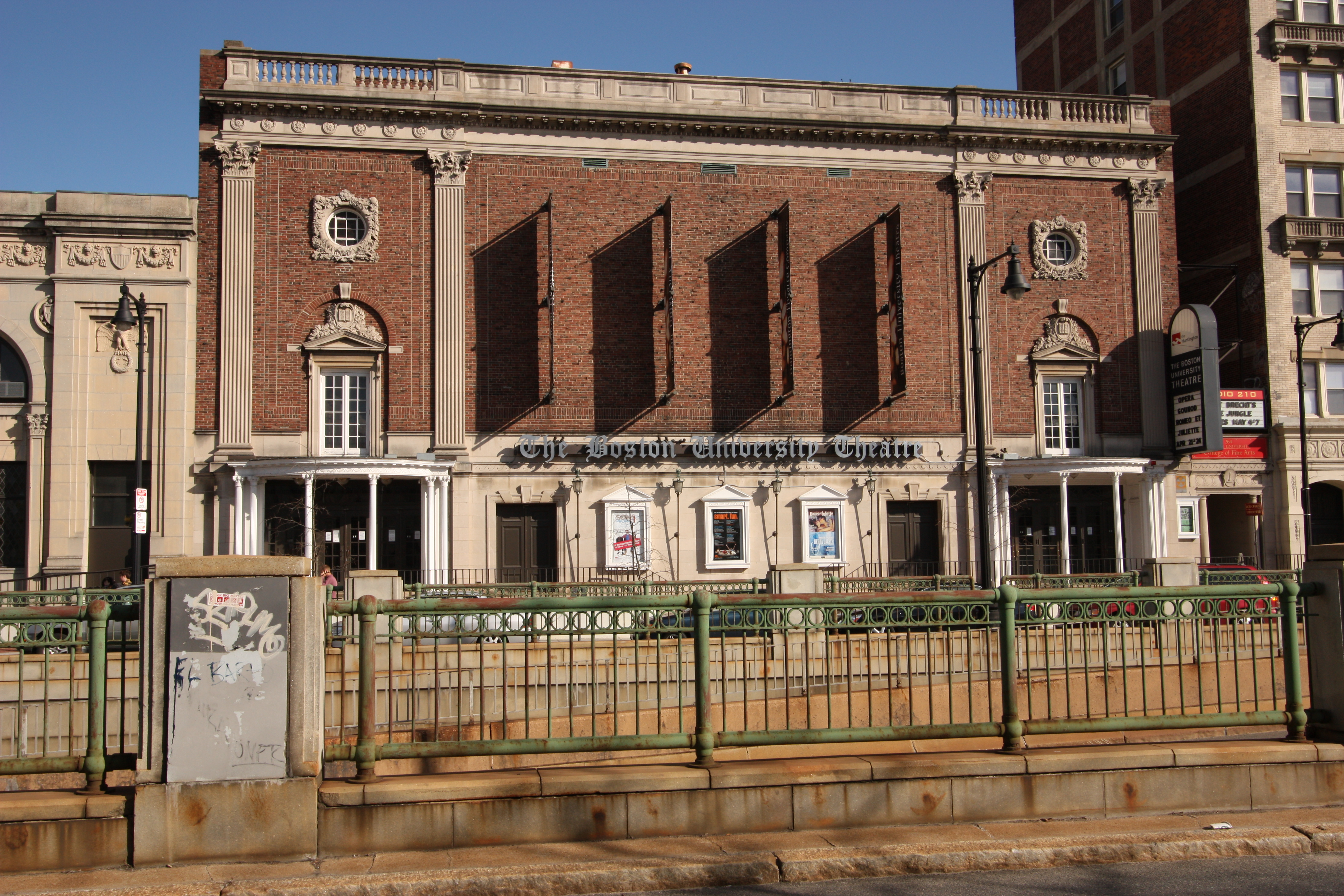
تئاتر خیابان هانتینگتون، سابقاً در دانشگاه بوستون که در آن‌جا مور برای بازیگری آموزش دید

مور در کودکی به دلیل شغل پدرش غالباً در سراسر ایالات متحده نقل مکان می‌کرد. در نتیجه او به خانواده‌اش نزدیک بود، اما گفته که هرگز این احساس را نداشته که از یک مکان خاص آمده‌است. خانواده در چندین مکان زندگی می‌کردند؛ از جمله آلاباما، جورجیا، تگزاس، پاناما، نبراسکا، آلاسکا، نیویورک و ویرجینیا، و همچنین مور در نه مدرسه مختلف به تحصیل پرداخت. جابجایی مداوم او را به فرزندی بی‌اعتماد به نفس تبدیل کرد و برقراری ارتباط دوستی برای او آسان نبود. با وجود این مشکلات، مور بعداً گفت که سبک زندگی دوره‌گرد برای آینده شغلی او مفید است: «وقتی زیاد در اطراف جابجا می‌شوید، یادمی‌گیرید که رفتار تغییرپذیر است. بسته به جایی که بودم تغییر می‌کردم… این به شما می‌آموزد که تماشا کنید، دوباره بازآفرینی شوید، آن شخصیت می‌تواند تغییر کند.»
هنگامی که مور شانزده ساله بود، خانواده از فالز چرچ، ویرجینیا که مور آن‌جا در دبیرستان عدالت تحصیل می‌کرد، به فرانکفورت، آلمان غربی نقل مکان کردند، و او آن‌جا در دبیرستان آمریکایی فرانکفورت تحصیل کرد. او باهوش و درس‌خوان بود، خود را «دختر خوب» معرفی می‌کرد و قصد داشت که دکتر شود. او هرگز به اجرا فکر نمی‌کرد، یا حتی در تئاتر شرکت نمی‌کرد، اما او خواننده‌ای مشتاق بود و سرگرمی‌ها باعث شد تا بازیگری را در مدرسه آغاز کند. مور در چندین نمایش از جمله تارتوف و مده‌آ به ایفای نقش پرداخت و با تشویق معلم انگلیسی خود، تئاتر را انتخاب کرد. پدر و مادرش از تصمیم او حمایت کردند، اما از او خواستند که در دانشگاه آموزش ببیند تا برای اطمینان بیشتر مدرک دانشگاهی را دریافت کند. او در دانشگاه بوستون پذیرفته شد و در سال ۱۹۸۳ با مدرک کارشناسی هنرهای زیبا در رشته تئاتر فارغ‌التحصیل شد.

## حرفه

### کارهای اولیه (۱۹۸۵–۱۹۹۳)
مور پس از فارغ‌التحصیلی به شهر نیویورک رفت و به‌عنوان پیشخدمت مشغول به کار شد. در پی ثبت نام هنری در شرکت سهامی عام بازیگران، او حرفهٔ خود را در سال ۱۹۸۵ با تئاتر آف برادوی آغاز کرد. اولین نقش تلویزیونی او در سال ۱۹۸۵ و در یکی از قسمت‌های مجموعه لبه شب بود. سال بعد، زمانی که به گروه بازیگران مجموعهٔ همان‌طور که جهان می‌چرخد پیوست، وقفهٔ او به اتمام رسید. او با بازی در نقش دو خواهر ناتنی فرانی و سابرینا هیوز، این کار فشرده را یک تجربه یادگیری مهم دانست و علاقه‌مندانه گفت: «من اعتماد به نفس پیدا کردم و یادگرفتم که مسئولیت بپذیرم.» مور تا سال ۱۹۸۸ در این برنامه اجرا کرد، و برایش برندهٔ جایزه امی دی‌تایم برای نقش‌آفرینی برجستهٔ در مجموعهٔ درام شد. او قبل از جدایی در همان‌طور که جهان می‌چرخد، در سال ۱۹۸۷ در مینی‌سریالی از شبکهٔ سی‌بی‌اس نقشی را ایفا کرد. هنگامی که او قرارداد خود را در همان‌طور که جهان می‌چرخد به پایان رساند، او در نقش اوفلیا از نمایش هملت در مقابل ژلیکو ایوانک به روی صحنه رفت. او طی سه سال بعد به‌طور متناوب به تلویزیون بازگشت و در فیلم‌های تلویزیونی پول، قدرت، قتل (۱۹۸۹)، آخرین رفتن (۱۹۹۱)، و طلسم مرگبار (۱۹۹۱) ظاهر شد.
در سال ۱۹۹۰، مور با کارگردان تئاتر، آندره گرگوری، در نمایش دایی وانیا از آنتون چخوف آغاز به کار کرد. این نمایش از سوی مور به‌عنوان «یکی از اساساً مهم‌ترین تجربیات بازیگری که تا به حال داشته‌ام» توصیف شده‌است. مور در همان سال اولین حضور سینمایی خود را در نقش قربانی یک مومیایی در حکایاتی از دارک‌ساید: فیلم ایفا کرد؛ این فیلم ترسناک که با بودجهٔ کم ساخته شده، بعدها از سوی مور «وحشتناک» توصیف شد. نقش بعدی او در سال ۱۹۹۲ مور را به مخاطبان بیشتری معرفی کرد؛ فیلم هیجان انگیز دستی که گهواره را تکان می‌دهد — که در آن او نقش دوست بدبخت شخصیت اصلی را بازی می‌کرد — شماره یک گیشهٔ ایالات متحده بود و مور برای این نقش توجه منتقدان متعددی را به خود جلب کرد. او این روند را در همان سال با کمدی جنایی تفنگ در کیف دستی بتی لو ادامه داد و در نقش خواهر قهرمان داستان ظاهر شد. او در طول سال ۱۹۹۳ به ایفای نقش‌های مکمل ادامه داد و برای اولین بار در فیلم هیجان‌انگیز شهادت بدن نقش رقیب معشوقهٔ مدونا را بازی کرد. این فیلم توسط منتقدان مورد انتقاد و به شدت مورد تمسخر قرار گرفت و مور بعداً از حضور در آن پشیمان شد و آن را «یک اشتباه بزرگ» خواند. او در سال ۱۹۹۳ در کمدی رمانتیکی با هم‌بازی‌اش جانی دپ موفقیت بیشتری کسب کرد. در فیلم بنی و جون، مور نقش یک پیشخدمت مهربان را بازی کرد که عاشق شخصیت آیدان کوئین در فیلم شد. او همچنین در نقش یک پزشک در یکی از موفق‌ترین فیلم‌های سال یعتی تریلر فراری با بازی هریسون فورد ظاهر شد. فراری با تحسین گستردهٔ منتقدان همراه بود.

### به سوی شهرت (۱۹۹۳–۱۹۹۷)
فیلم‌ساز رابرت آلتمن، مور را در نمایش دایی وانیا دید و به اندازه کافی تحت تأثیر قرار گرفت تا او را برای پروژه بعدی خود انتخاب کند: درام برش‌های کوتاه (۱۹۹۳) با حضور گروهی از بازیگران که بر اساس داستان‌های کوتاه ریموند کارور ساخته شد. مور از کار کردن با او خرسند بود، زیرا فیلم سه زن (۱۹۷۷) را وقتی در کالج بود دید، و به او درک شدیدی از سینما داد. ایفای نقش هنرمند ماریان وایمن تجربه‌ای بود که برای او دشوار بود، زیرا او یک «ناشناخته کامل» بود که توسط بازیگران شناخته شده احاطه شده بود، اما این نقش موفقیت‌آمیز مور بود.  منتقد تاد مک‌کارتی، اجرای او را «خیره‌کننده» خواند و خاطرنشان کرد که مونولوگ او که در آن برهنه است، «بی شک بحث‌شده‌ترین صحنه» فیلم خواهد بود. برش‌های کوتاه مورد تحسین منتقدان قرار گرفت و جوایز بهترین گروه بازیگران را در جشنواره فیلم ونیز و جوایز گلدن گلوب دریافت کرد. مور در مراسم جوایز ایندیپندنت اسپیریت نامزد دریافت جایزهٔ بهترین نقش مکمل زن شد و صحنهٔ مونولوگ او در فیلم بدنامی‌هایی را برایش به همراه داشت.
برش‌های کوتاه یکی از سه حضور متوالی در سینما بود که شهرت مور را افزایش داد. این روند در سال ۱۹۹۴ با وانیا در خیابان چهل و دوم تداوم یافت، این فیلم نسخهٔ فیلمبرداری‌شده از نمایش دایی وانیا به کارگردانی لویی مال بود. بازی مور در نقش یلنا توسط تایم اوت «به‌سادگی ممتاز» توصیف شد، و برایش جایزهٔ انجمن منتقدان فیلم بوستون در رشتهٔ بهترین بازیگر زن را دریافت کرد. مور اولین نقش اصلی خود را در فیلم ایمن (۱۹۹۵) از تاد هینز به دست آورد که در آن نقش یک زن خانه‌دار ناراضی حومه‌شهری با حساسیت شیمیایی را ایفا می‌کند. او مجبور شد مقدار قابل توجهی از وزن خود را برای این نقش کاهش دهد که باعث بیماری شد و او عهد کرد که دیگر هرگز بدن خود را برای یک فیلم تغییر ندهد. امپایر در نقد خود نوشته که ایمن «اولین بار اعتبار [مور] را به عنوان بهترین بازیگر زن نسل خود تثبیت کرد». مورخ فیلم دیوید تامسون، بعداً آن را «یکی از جذاب‌ترین، اصیل‌ترین و موفق‌ترین فیلم‌های دههٔ ۱۹۹۰» توصیف کرد، و این نقش‌آفرینی باعث شد مور نامزد دریافت جایزهٔ ایندپندنت اسپریت در رشتهٔ بهترین بازیگر زن شود. مور با تأمل در مورد این سه نقش گفت: «همه آنها به یکباره ظاهر شدند و من ناگهان این سابقه را داشتم. این شگفت‌انگیز بود."
حضور بعدی مور نقش مکمل کمدی-درام هم‌اتاقی‌ها (۱۹۹۵) بود که نقش عروس پیتر فالک را بازی کرد. فیلم بعدی او، نه ماه (۱۹۹۵)، در مطرح کردن او به‌عنوان بازیگری برجسته در هالیوود بسیار مهم بود. این کمدی رمانتیک به کارگردانی کریس کلمبوس و با هم‌بازی‌اش هیو گرانت، نقدهای ضعیفی داشت، اما در گیشه موفق بود. این یکی از پرفروش‌ترین فیلم‌های او است. اکران بعدی او نیز یک محصول هالیوودی بود و مور در کنار سیلوستر استالونه و آنتونیو باندراس در فیلم هیجان‌انگیز آدم‌کش‌ها (۱۹۹۵) ظاهر شد. با وجود منفی بودن نظر منتقدان، این فیلم ۸۳٫۵ میلیون دلار در سراسر جهان فروش داشت. تنها حضور مور در سال ۱۹۹۶ در فیلم نجات پیکاسو بود که در آن او نقش هنرمند دورا مار را در مقابل آنتونی هاپکینز بازی کرد. این فیلم در ژانر درام دورانی با نقدهای ضعیفی روبرو شد.
نکتهٔ کلیدی در کارنامهٔ مور زمانی رخ داد که استیون اسپیلبرگ او را برای بازی در نقش دیرینه‌شناس دکتر سارا هاردینگ در جهان گمشده: پارک ژوراسیک — دنباله‌ای بر بلاکباستر پارک ژوراسیک (۱۹۹۳) — انتخاب کرد. فیلم‌برداری این محصول با بودجهٔ کلان تجربهٔ جدیدی برای مور بود و او گفته که از خود «وحشتناک» لذت برده‌است. این نقش از نظر فیزیکی سخت و طاقت‌فرسا بود. جهان گمشده (۱۹۹۷) در آن زمان نامش در میان ده فیلم پرفروش تاریخ بود، و در تبدیل مور به بازیگری محبوب نقش اساسی داشت. او دربارهٔ این موضوع گفت: «ناگهان من یک حرفهٔ سینمایی تجاری داشتم». افسانه اثر انگشت‌ها دومین فیلم او بود که در سال ۱۹۹۷ اکران شد. در طول تولید، او با همسر آینده‌اش بارت فرویندلیش که کارگردان آن بود آشنا شد. در اواخر همان سال، مور در کمدی تاریک تاکسی شیکاگو حضور افتخاری داشت.

### شناخت جهانی (۱۹۹۷–۲۰۰۲)
در اواخر دههٔ ۱۹۹۰ و اوایل دههٔ ۲۰۰۰، مور به شهرت چشمگیری در سینما دست یافت. اولین نامزدی اسکار او برای فیلم تحسین‌شدهٔ شب‌های عیاشی (۱۹۹۷) بود که داستان آن دربارهٔ گروهی از افراد شاغل در صنعت پورنوگرافی دههٔ ۱۹۷۰ است. کارگردان فیلم پل توماس اندرسن، قبل از ساخت این فیلم چهرهٔ سرشناسی نبود، اما مور پس از تحت تأثیر قرار گرفتن از فیلم‌نامهٔ «نشاط‌بخش» خود با حضور در این فیلم موافقت کرد. او در این فیلم نقش بازیگر برجستهٔ پورن و شخصیت مادرمانندی به‌نام امبر ویوز را ایفا کرد که مشتاق است دوباره به پسر واقعی خود برسد. مارتین گلنویل از بی‌بی‌سی گفت که این نقش به ترکیبی از اعتماد به نفس و آسیب‌پذیری نیاز دارد و تحت تأثیر کوشش مور قرار گرفت. تایم اوت این نقش‌آفرینی را «معرکه» نامید، و جانت ماسلین از نیویورک تایمز آن را «فوق‌العاده» می‌دانست. مور در کنار نامزدی اسکار برای بهترین بازیگر نقش مکمل زن، نامزد دریافت جوایز گلدن گلوب و انجمن بازیگران فیلم نیز شد.

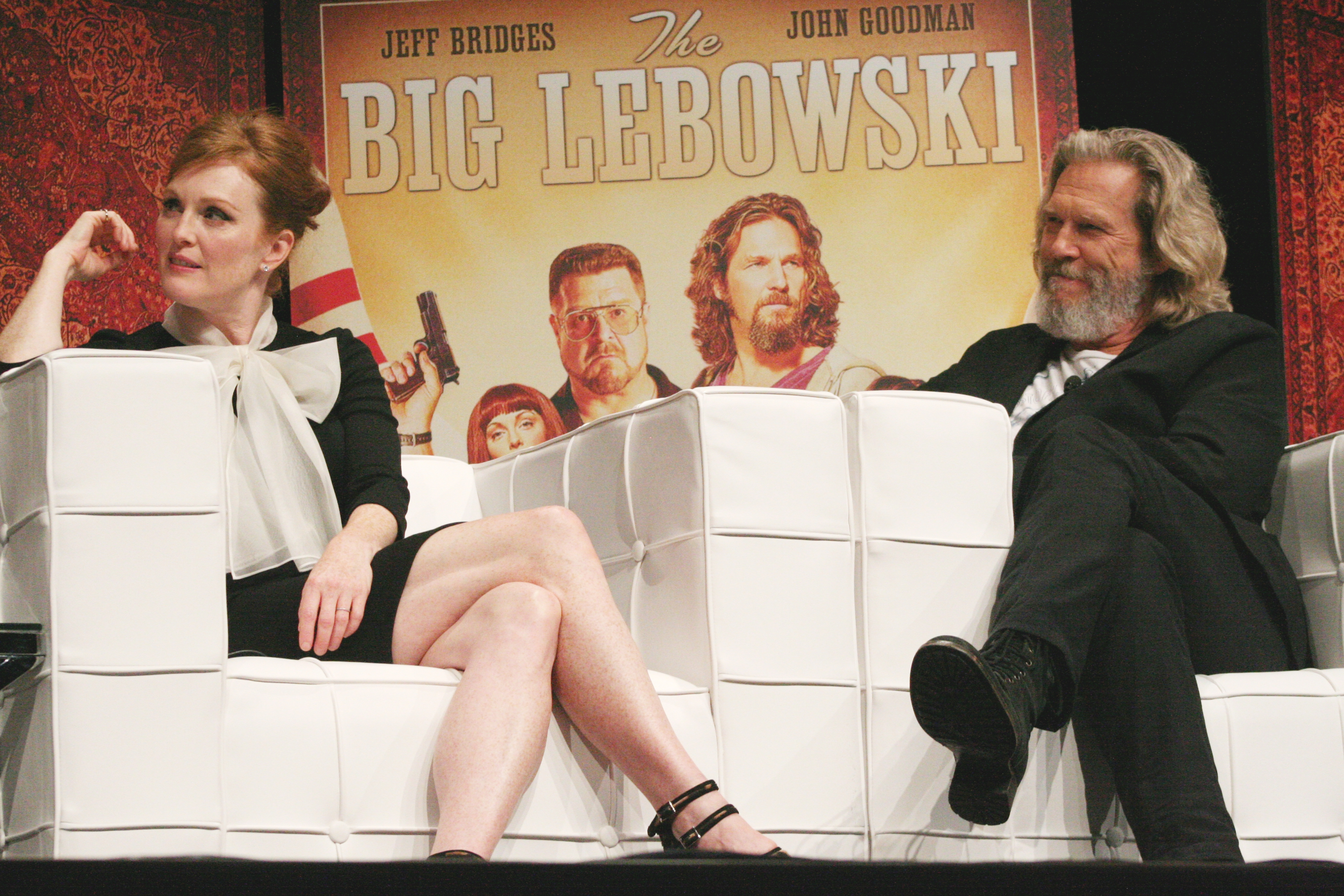
مور در لبوفسکی بزرگ (۱۹۹۸) با جف بریجز هم‌بازی بود. جشنواره لبوفسکی ۲۰۱۱

مور موفقیتی را که در شب‌های عیاشی به دست آورده بود را در کمدی سیاه لبوفسکی بزرگ (۱۹۹۸) از برادران کوئن ادامه داد. این فیلم در زمان اکران موفقیت‌آمیز نبود، اما پس از آن به یک کلاسیک کالت تبدیل شد. نقش او یک هنرمند فمینیست و دختر شخصیت لبوفسکی بود که با شخصیت جف بریجز درگیر می‌شود. در پایان سال ۱۹۹۸، موفقیت مور با فیلم روانی از گاس ون سنت که بازسازی فیلم کلاسیک به همین نام از آلفرد هیچکاک بود کمتر شد. او در این فیلم نقش لیلا کرین را بازی کرد که نقدهای ضعیفی دریافت کرد و از سوی گاردین به عنوان یکی از گشت و گذارهای «بیهوده» او توصیف شد. مجله باکس آفیس ابراز تاسف کرد که «گروهی از افراد بسیار با استعداد چندین ماه از عمر خود را برای این فیلم تلف کردند».
در پی همکاری مجدد با رابرت آلتمن برای کمدی سیاه اقبال کلوچه (۱۹۹۹)، مور در فیلم شوهر ایده‌آل ایفای نقش کرد. این فیلم از الیور پارکر از نمایشنامه‌ای نوشتهٔ اسکار وایلد اقتباس شده‌است. نقش او که در لندن و در پایان قرن نوزدهم جریان دارد، برایش نامزدی جایزه گلدن گلوب بهترین بازیگر زن در فیلم موزیکال یا کمدی را به همراه داشت. او همچنین در آن سال برای ایفای نقش در پایان رابطه (۱۹۹۹) در رشتهٔ بهترین بازیگر زن درام نامزد شد. مور در این فیلم که بر اساس رمانی از گراهام گرین ساخته شده، در دههٔ ۱۹۴۰ بریتانیا با ریف فاینز در نقش یک همسر زناکار حضور یافت. منتقد مایکل سراگو برای این نقش او را ستایش کرد و نوشت که بازی او «اساس مهمی است که تماشای [فیلم] را ضروری می‌کند». مور برای دومین بار نامزد دریافت جایزهٔ اسکار شد که اولین نامزدی او در رشتهٔ بهترین بازیگر زن بود و همچنین نامزد دریافت جوایز فیلم بفتا (بفتا) و جوایز انجمن بازیگران فیلم (SAG) شد.
در بین دو اجرای خود که نامزد جایزه گلدن گلوب شده بود، مور در نقشه‌ای از جهان با بازی سیگورنی ویور، نقش مکمل یک مادر داغدیده را ایفا کرد. پنجمین و آخرین فیلم او در سال ۱۹۹۹، درام تحسین شده مگنولیا بود؛ یک «موزاییک غول‌پیکر» که زندگی چندین شخصیت را در یک روز لس آنجلس شرح می‌دهد. پل توماس اندرسون، در ادامهٔ فیلم شب‌های عیاشی، نقشی را به‌طور خاص برای مور نوشت. هدف اصلی او «دیدن فوران او» بود و او را در نقش یک همسر معتاد به مرفین انتخاب کرد. مور گفته‌است که این نقش بسیار دشوار بود، اما او برایش نامزد دریافت جایزهٔ انجمن بازیگران فیلم شد. او بعدها از سوی هیئت ملی بازبینی فیلم به پاس قدردانی از سه بازی او در ماگنولیا، یک شوهر ایده‌آل و یک نقشه جهان، به عنوان بهترین بازیگر نقش مکمل زن در سال ۱۹۹۹ انتخاب شد.
به غیر از نقش کوتاه او در کمدی شیفته زن‌ها، تنها حضور دیگر مور در سال ۲۰۰۰ در یک فیلم کوتاه اقتباسی از نمایشنامه نه من از ساموئل بکت بود. در اوایل سال ۲۰۰۱، او نقش مأمور اف‌بی‌آی یعنی کلاریس استارلینگ را در فیلم هانیبال که دنباله‌ای بر فیلم سکوت بره‌ها (۱۹۹۱) بود، ایفا کرد. جودی فاستر از بازی مجدد این نقش خودداری کرده بود و کارگردان ریدلی اسکات در نهایت مور را به جای آنجلینا جولی، کیت بلانشت، جیلین اندرسون و هلن هانت انتخاب کرد. تغییر بازیگران زن این نقش مورد توجه مطبوعات قرار گرفت، اما مور ادعا کرد که علاقه‌ای به نقش‌آفرینی‌کردن مانند سبک فاستر ندارد. این فیلم علی‌رغم نقدهای متفاوتی که داشت، ۵۸ میلیون دلار در آخر هفتهٔ افتتاحیه فروش داشت و دهمین فیلم پرفروش سال شد. مور در سال ۲۰۰۱ در سه فیلم دیگر بازی کرد: با دیوید دوکاونی در کمدی علمی تخیلی تکامل، در فیلم عاشقانهٔ همسرش جهانگرد، و با کوین اسپیسی، جودی دنچ و کیت بلانشت در اخبار کشتیرانی. هر سه فیلم با استقبال ضعیفی مواجه شدند.
سال ۲۰۰۲ نقطه اوج حرفهٔ مور بود، زیرا او نهمین بازیگری شد که در همان سال نامزد دریافت دو جایزهٔ اسکار می‌شود. او برای ملودرام دور از بهشت نامزد دریافت جایزهٔ بهترین بازیگر زن شد؛ او در آن نقش یک زن خانه‌دار دههٔ ۱۹۵۰ را بازی می‌کرد که وقتی شوهرش فاش می‌کند همجنس‌گرا است، دنیایش متزلزل می‌شود. این نقش توسط تاد هینز به‌طور خاص برای او نوشته شد و اولین باری بود که این دو پس از فیلم ایمن با هم همکاری کردند؛ مور آن را به «پروژه‌ای بسیار شخصی» توصیف کرده‌است. دیوید رونی از ورایتی «نقش‌آفرینی به‌زیبایی آزمایش‌شده» او را در مورد زنی ناامید که «تحت فشارهای اجتماعی» است را ستایش کرد. منولا دارگیس از لس آنجلس تایمز نوشت: «کاری که مور با نقش خود انجام می‌دهد بسیار فراتر از پارامترهای آن چیزی است که ما آن را بازیگری عالی می‌نامیم که تقریباً طبقه‌بندی را به چالش می‌کشد.» این نقش برای او جایزهٔ بهترین بازیگر زن از ۱۹ سازمان مختلف از جمله جشنوارهٔ فیلم ونیز و هیئت ملی بازبینی فیلم را به همراه داشت.
دومین نامزدی اسکار مور در آن سال برای درام ساعت‌ها بود که او با نیکول کیدمن و مریل استریپ هم‌بازی شد. او دوباره نقش یک زن خانه‌دار مشکل دار دههٔ ۱۹۵۰ را بازی کرد و کنث توران در توصیف او نوشت که «در اصل نقش دور از بهشت خود را تکرار می‌کند». مور گفت که این یک «تصادف تاسف‌بار» بود که نقش‌های مشابه همزمان آمدند و مدعی شد که کاراکترها شخصیت‌پردازی‌های متفاوتی داشتند. پیتر ترورز از رولینگ استون این اجرا را «غم‌انگیز» نامید، در حالی که پیتر بردشاو از گاردین «اجرای فوق‌العاده کنترل‌شده و انسانی» او را تحسین کرد. ساعت‌ها با فروش بالایی همراه بود و نامزد دریافت ۹ جایزهٔ اسکار از جمله بهترین فیلم شد. مور علاوه بر اسکار، نامزد دریافت جایزهٔ بفتا و انجمن بازیگران فیلم در رشتهٔ بهترین بازیگر نقش مکمل زن شد و به‌طور مشترک با کیدمن و استریپ در جشنواره بین‌المللی فیلم برلین جایزهٔ خرس نقره‌ای برای بهترین بازیگر زن را دریافت کرد.

### بازیگر مطرح (۲۰۰۳–۲۰۰۹)
مور در سال ۲۰۰۳ هیچ حضوری روی پردهٔ سینما نداشت، اما در سال ۲۰۰۴ با سه فیلم بازگشت. در دو حضور اول سال او هیچ موفقیتی را به همراه نداشت: اولی مری و بروس که کمدی سیاهی با هم‌بازی متیو برودریک بود و اکران سینمایی نشد. قوانین جذابیت فیلم بعدی او بود که در آن او در کنار پیرس برازنان در یک کمدی رمانتیک مبتنی بر اتاق دادگاه بازی کرد، اما این فیلم از سوی منتقدان مورد نقد قرار گرفت. با اکران فراموش‌شده موفقیت تجاری به مور بازگشت؛ او در این فیلم دلهره‌آور روان‌شناختی نقش مادری را بازی می‌کند که گفته می‌شود پسر مرده‌اش هرگز وجود نداشته‌است. اگرچه این فیلم مورد پسند منتقدان قرار نگرفت، اما به رتبهٔ اول گیشهٔ ایالات متحده رسید.
در سال ۲۰۰۵، مور برای سومین بار با همسرش در کمدی به مرد اعتماد کن همکاری کرد و در اوهایو، برنده جایزه نافرمانی نقش داستان واقعی زن خانه‌دار دههٔ ۱۹۵۰ را ایفا کرد. اولین اکران او در سال ۲۰۰۶ فریدم‌لند بود؛ این فیلم معمایی با هم‌بازی‌اش ساموئل ال. جکسون مورد پسند منتقدان نبود، اما فیلم بعدی او، فرزندان انسان (۲۰۰۶) از آلفونسو کوارون بسیار مورد تحسین قرار گرفت. مور در این درام ویران‌شهری نقش مکمل داشت و نقش رهبر یک گروه فعال را ایفا کرد. این فیلم در راتن تومیتوز به‌عنوان یکی از بهترین فیلم‌های بازبینی‌شده دوران حرفه‌ای او ثبت شده‌است و توسط پیتر تراورز به عنوان دومین فیلم برتر دهه معرفی شد.

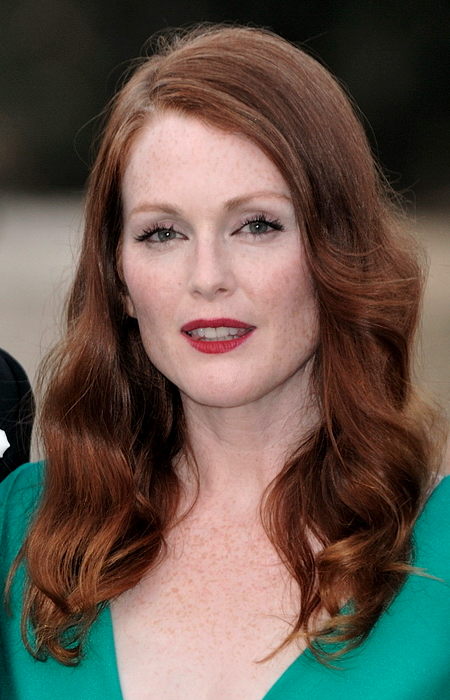
مور در جشنواره بین‌المللی فیلم ونیز ۲۰۰۹

مور اولین حضورش در برادوی را در افتتاحیهٔ جهانی نمایش‌نامه ساعت عمودی از دیوید هر تجربه کرد. این محصول به کارگردانی سم مندس و با بازی بیل نای در نوامبر ۲۰۰۶ افتتاح شد. مور نقش نادیا، خبرنگار سابق جنگ را بازی می‌کند که دیدگاه‌هایش در مورد تهاجم به عراق در سال ۲۰۰۳ را به چالش می‌کشد. بن برنتلی از نیویورک تایمز نسبت به این محصول علاقه چندانی نداشت و مور را برای این نقش نامناسب توصیف کرد: به نظر، او نتوانست کیفیت «سرسخت و قاطعانه» مورد نیاز نادیا را به ارمغان بیاورد. دیوید رونی از ورایتی از «فقدان تکنیک صحنه‌ای» او انتقاد کرد و افزود که او «به شدت معذب» به نظر می‌رسید. مور بعداً گفت که اجرا در برادوی را دشوار می‌دانست و با این محیط ارتباطی نداشت، اما خوشحال بود که آن را تجربه کرده‌است. این نمایش در مارس ۲۰۰۷ پس از ۱۱۷ اجرا تعطیل شد.
مور برای دومین بار در فیلم علمی تخیلی اکشن آینده (۲۰۰۷)، با همبازی‌هایش نیکلاس کیج و جسیکا بیل، نقش مأمور اف‌بی‌آی را بازی کرد. این فیلم که بر اساس داستان کوتاه فیلیپ کی. دیک ساخته شده، با نقدهای منفی منتقدان مواجه شد. روزنامه‌نگار منولا دارگیس نوشت: «خانم مور از بودن در اینجا به شدت ناراضی به نظر می‌رسد و جای تعجب نیست.» او از آن زمان تاکنون آن را بدترین فیلم خود توصیف کرده‌است. او پس از آن در فیلم وقار وحشی (۲۰۰۷) که داستانش واقعی بود حضور داشت؛ مادری از طبقهٔ بالای جامعه که رابطه ادیپی با پسرش به قتل ختم شد. مور مجذوب این نقش شد. وقار وحشی اکران محدودی داشت و عمدتاً با نقدهای منفی مواجه شد. با این وجود، پیتر بردشاو آن را یک «فیلم سرد درخشان و بازیگری فوق‌العاده» نامید.
در من آنجا نیستم (۲۰۰۷) مور برای سومین بار با تاد هینز همکاری کرد. این فیلم به زندگی خواننده-ترانه‌سرا باب دیلن می‌پردازد و مور در آن نقش شخصیتی بر اساس جون بایز را ایفا می‌کند. در سال ۲۰۰۸، او با مارک رافلو در فیلم کوری که یک تریلر دیستوپیایی از کارگردان فرناندو میرلس بود، ایفای نقش کرد. این فیلم چندان دیده نشد و منتقدان عموماً مشتاق آن نبودند. مور تا اواخر سال ۲۰۰۹ با سه اکران جدید روی پردهٔ سینما دیده نشد. او در فیلم زندگی شخصی پیپا لی نقش مکملی را داشت و سپس در فیلم هیجان‌انگیز کلویی با لیام نیسون و آماندا سایفرد هم‌بازی شد. اندکی بعد، او در درام یک مرد مجرد ظاهر شد که با استقبال خوبی همراه بود. داستان فیلم در لس آنجلس دههٔ ۱۹۶۰ جریان دارد و کالین فرث نقش یک استاد همجنس‌گرا را ایفا می‌کند که می‌خواهد به زندگی خود پایان دهد. مور در این فیلم نقش بهترین دوستش، «یک همکار انگلیسی مهاجر و مطلقه نیمه الکلی» را ایفا کرده‌است؛ این شخصیت را تام فورد، نویسنده و کارگردان فیلم، با عقیده مور خلق کرد. لزلی فلپرین از ورایتی گفت که این بهترین نقش مور در «مدتی» بود و تحت تأثیر «نکات ظریف عاطفی خارق‌العاده» اجرای او قرار گرفت. یک مرد مجرد از سوی انستیتوی فیلم آمریکا به عنوان یکی از ۱۰ فیلم برتر سال ۲۰۰۹ انتخاب شد، و مور برای پنجمین بار نامزد دریافت جایزهٔ گلدن گلوب شد.

### بازگشت به تلویزیون و فیلم‌های کمدی (۲۰۱۰–۲۰۱۳)

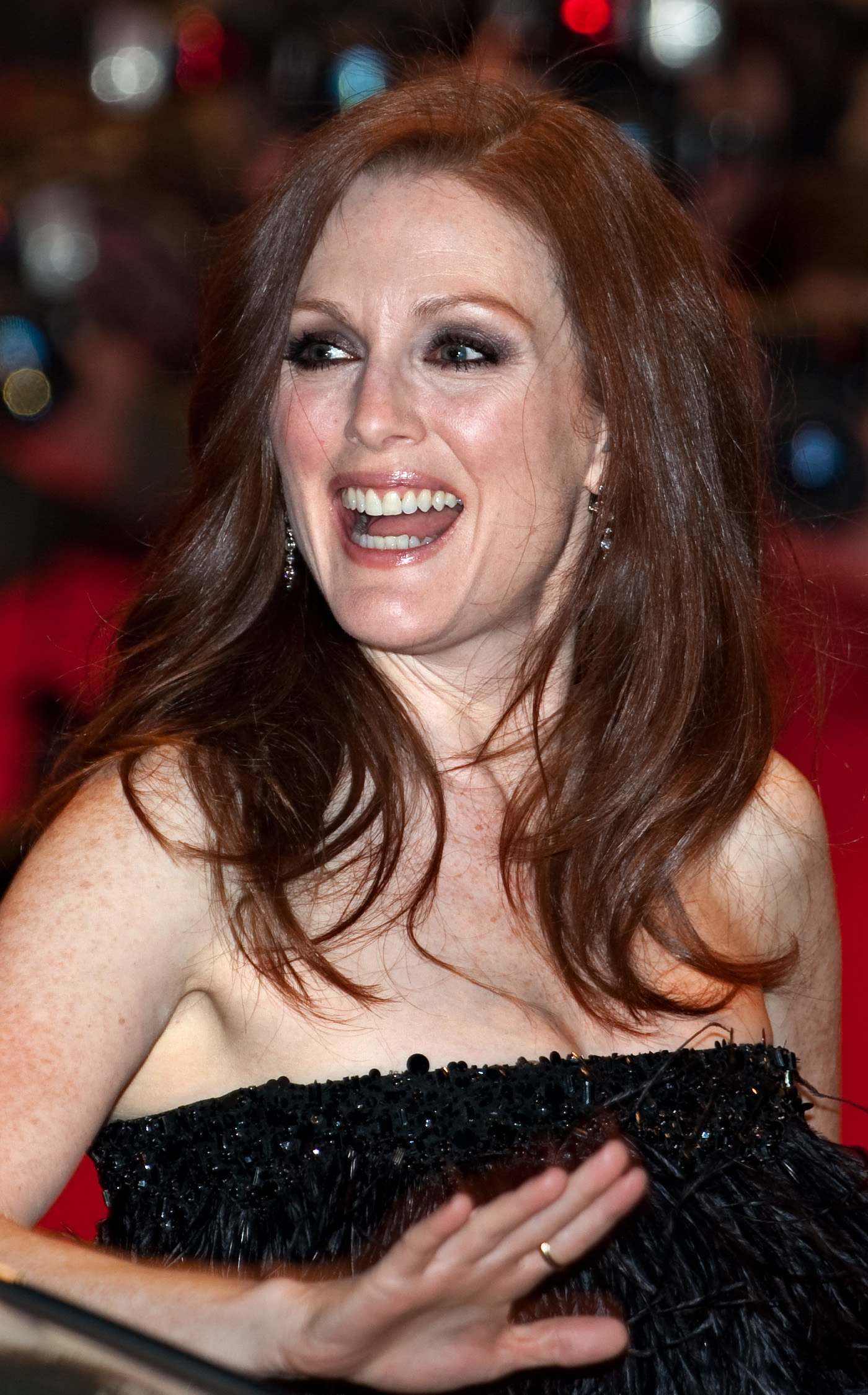
مور در افتتاحیهٔ بچه‌ها حالشان خوب است در جشنواره بین‌المللی فیلم برلین ۲۰۱۰

مور پس از ۱۸ سال دوری به تلویزیون بازگشت و نقشی مهمان را در فصل چهارم مجموعهٔ ۳۰ راک ایفا کرد. او در پنج قسمت از این مجموعهٔ کمدی ظاهر شد و نقش معشوقهٔ شخصیت الک بالدوین را ایفا کرد. او بعداً در ژانویهٔ ۲۰۱۳ در قسمت پایانی این مجموعه ظاهر شد. او همچنین بار دیگر نقشی را در مجموعهٔ همان‌طور که جهان می‌چرخد ایفا کرد و اندکی پیش از پایان این مجموعه، در صحنه‌ای کوتاه با خانوادهٔ شخصیت خود در سال ۲۰۱۰ ظاهر شد.
اولین حضور سینمایی مور در دههٔ جدید فیلم پناهگاه (۲۰۱۰) بود؛ فیلمی که تیم رابی از دیلی تلگراف آن را «شنیع» توصیف کرد. این تریلر روان‌شناختی با نقدهای منفی همراه بود و تا سال ۲۰۱۳ با عنوان مجدد سولز ۶ در ایالات متحده اکران نشد. مور در پروژهٔ بعدی با آنت بنینگ در فیلم مستقل بچه‌ها حالشان خوب است (۲۰۱۰) ایفای نقش کرد؛ این درام کمدی دربارهٔ یک زوج لزبین است که بچه‌های نوجوانشان فرد اهداکنندهٔ اسپرم برای مادرشان را پیدا می‌کنند. این نقش را نویسنده و کارگردان لیسا چولودنکو برای او نوشت و عقیده داشت که مور سن مناسبی دارد، هم در درام و هم در کمدی ماهر است و از محتوای جنسی فیلم مطمئن است. مور به تصویر «جامع» فیلم از زندگی زناشویی مجذوب شد و در سال ۲۰۰۵ این پروژه را پذیرفت. بچه‌ها حالشان خوب است با استقبال گسترده‌ای از طرف منتقدان روبرو شد و نامزد دریافت جایزهٔ اسکار بهترین فیلم شد. منتقد بتسی شارکی، نقش‌آفرینی مور را ستایش کرد و آن را «مجموعه‌ای وجودی از نیازهای تحقق‌نیافته و تردید میانسالی» خواند و نوشت: «لحظه‌های بی شماری وجود دارد که این بازیگر جلوی دوربین برهنه می‌شود — گاهی دقیقاً، گاهی احساسی — و مور هر نت را عالی می‌نوازد.» بچه‌ها حالشان خوب است برای مور ششمین نامزدی جایزهٔ گلدن گلوب و دومین نامزدی بفتا در رشتهٔ بهترین بازیگر زن را به همراه داشت.
مور برای پروژه بعدی خود فعالانه به دنبال یک فیلم کمدی دیگر بود. او در فیلم دیوانه‌وار، احمقانه، عشق نقش مکمل همسر جداشدهٔ استیو کرل را ایفا کرد که با نقدهای خوبی همراه بود و بیش از ۱۴۲ میلیون دلار در سراسر جهان فروش داشت. مور با اجرایی که مورد تحسین قرار گرفت تا مارس ۲۰۱۲ روی پردهٔ سینما دیده نشد. او در فیلم تلویزیونی تغییر بازی از شبکهٔ اچ‌بی‌او نقش سارا پیلین را به تصویر کشید. ایفاگری چهرهٔ سرشناس چیزی بود که برایش چالش‌برانگیز بود. در حین آماده‌سازی، او تحقیقات گسترده‌ای انجام داد و به مدت دو ماه با مربی گویش کار کرد. اگرچه بازخوردها به فیلم مختلط بود، اما منتقدان نقش‌آفرینی مور را ستایش کردند. او برای این نقش اولین بار جوایز گلدن گلوب، امی پرایم‌تایم و انجمن بازیگر فیلم را کسب کرد.
مور در سال ۲۰۱۲ در دو فیلم ظاهر شد. درام فلین بودن که او در آن نقش مکملی را در کنار رابرت دنیرو ایفا می‌کرد، اکران محدودی داشت. او برای آنچه میسی می‌دانست موفقیت بیشتری را کسب کرد؛ این فیلم به دختر جوانی می‌پردازد که در میان طلاق والدینش گرفتار شده‌است. این درام که اقتباسی از رمان هنری جیمز است و داستان آن برای روایت در قرن بیست و یکم اصلاح شده، مورد تحسین منتقدان قرار گرفت. نقش مور که سوزانا، مادر ستارهٔ راک بود، او را ملزم به آواز خواندن در مقابل دوربین می‌کرد و این چالشی بود که با وجود خجالت‌آور بودن آن را پذیرفت. او سوزانا را والدینی وحشتناک خواند، اما گفت که این نقش او را ناراحت نمی‌کند، زیرا او به‌طور کامل شخصیت را بخش‌بندی می‌کند: «من می‌دانم که این من نیستم».
درپی اجرای خوبش در آنچه میسی می‌دانست مور سال ۲۰۱۳ را با بازی در نقش مکمل کمدی دان جان از جوزف گوردون لویت آغاز کرد. او در آن نقش یک زن مسن‌تر را بازی می‌کرد که به شخصیت دان جان کمک می‌کرد تا از روابطش قدردانی کند. نقدهای این فیلم مطلوب بود، و مری پولس از مجلهٔ تایم نوشت که مور یک عامل کلیدی در موفقیت آن بود. حضور بعدی او نقش اصلی کمدی معلم انگلیسی (۲۰۱۳) بود، اما این بازی با استقبال ضعیفی روبرو شد و فروش کمی در گیشه داشت. در اکتبر ۲۰۱۳، او نقش مادر جنونی مارگارت وایت را در کری که اقتباسی از رمان ترسناک استیون کینگ بود، بازی کرد. این فیلم ۳۷ سال پس از فیلم اقتباس‌شدهٔ برایان دی پالما از کتاب ساخته شد، و مور گفت که می‌خواهد این نقش را خودش بسازد. اگرچه این فیلم در گیشه موفق بود، اما عموماً آن را یک اقتباس ناموفق و غیرضروری می‌دانستند.

### موفقیت انتقادی و هنری (۲۰۱۴–۲۰۱۷)

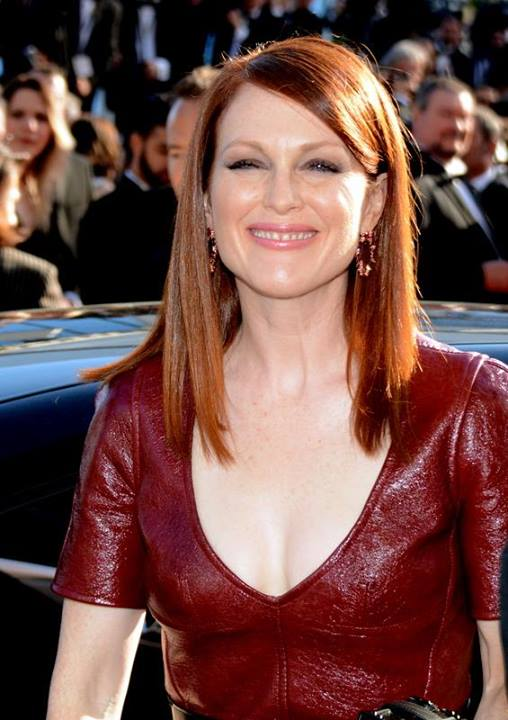
مور در جشنواره فیلم کن ۲۰۱۴ که در آن‌جا او جایزهٔ بهترین بازیگر زن را برای نقشه‌های ستاره‌های سینما کسب کرد

در سال ۲۰۱۴، حرفهٔ مور در ۵۳ سالگی با موفقیت تجاری و هنری قابل توجهی برخوردار شد. اولین اکران او در سال در کنار لیام نیسون در فیلم اکشن هیجانی بدون توقف بود که داستان آن در هواپیما اتفاق می‌افتد. بازخوردها از این فیلم مختلط بود، اما ۲۲۳ میلیون دلار در سراسر جهان فروش داشت. او در جشنواره فیلم کن ۲۰۱۴ جایزهٔ بهترین بازیگر زن را برای بازی در کمدی سیاه نقشه‌های ستاره‌های سینما از دیوید کراننبرگ کسب کرد. او در آن نقش هاوانا سگراند، بازیگر سالخورده‌ای را ایفا کرده که روان‌درمانی می‌شود. مور که توسط گاردین به‌عنوان شخصیتی «عجیب، زرق و برق و بی‌رحم» توصیف شده، نقش خود را بر اساس «تلفیقی از تلفات هالیوودی که با آن‌ها مواجه شده بود» توسعه داد و برای آن از تجربیات اولیهٔ خود در این صنعت بهره برد. پیتر دبروژ از ورایتی مور را در فیلم «باورنکردنی» و «بی‌باک» یاد کرد. موفقیت مور در کن، او را بعد از ژولیت بینوش به دومین بازیگر تاریخ تبدیل کرد که جوایز بهترین بازیگر زن را در جشنواره‌های فیلم «سه بزرگ» (برلین، کن و ونیز) دریافت می‌کند. او همچنین برای این نقش نامزد دریافت جایزهٔ گلدن گلوب شد.
مور نقش مکمل رئیس‌جمهور آلما کوین، رهبر شورشیان علیهٔ کاپیتول را در سومین قسمت از مجموعهٔ بازی‌های گرسنگی با نام زاغ مقلد – بخش ۱ ایفا کرد. این فیلم پرفروش‌ترین فیلم او تا به امروز است. آخرین نقش‌آفرینی او در سال ۲۰۱۴ نامش در میان تحسین‌شده‌ترین فیلم‌های او قرار دارد: مور در درام هنوز آلیس نقش اصلی یک استاد زبان‌شناس را ایفا کرد که بیماری آلزایمر زودهنگام مبتلا شده‌است. او با تماشای مستندهایی در مورد این بیماری و تعامل با بیماران در انجمن آلزایمر، چهار ماه برای این فیلم آموزش دید. منتقد دیوید تامسون نوشت که مور در نمایش از دست دادن تدریجی حافظه و اعتماد به نفس فوق‌العاده بود. چندین منتقد عقیده داشت که این بهترین اجرای او تا به امروز بود، و مور برای آن جوایز مهمی از جمله گلدن گلوب، انجمن بازیگران فیلم، بفتا و اسکار بهترین بازیگر زن را دریافت کرد.
مور سال ۲۰۱۵ را با حضور در نقش یک ملکه شیطانی در فیلم فانتزی-ماجراجویی هفتمین پسر، با هم‌بازی‌اش جف بریجز آغاز کرد. او همچنین در مقابل الیوت پیج در ملک طلق ظاهر شد؛ این درام بر اساس داستانی واقعی دربارهٔ یک کارآگاه و شریک همجنس او ساخته شده‌است. او در کمدی رمانتیک طرح مگی با گرتا گرویگ و ایثن هاک هم‌بازی شد. هر دو فیلم در جشنواره بین‌المللی فیلم تورنتو ۲۰۱۵ نمایش داده شدند. در طرح مگی، مور نقش یک پروفسور دانمارکی پرمدعا را بازی کرد؛ این نقش کمدی را منتقد ریچارد لاوسون از ونتی فر، «لذت پیشرو» ی فیلم می‌دانست. بعداً در همان سال، او نقش رئیس‌جمهور آلما کوین را در بازی‌های گرسنگی: زاغ مقلد – بخش ۲ ایفا کرد که آخرین فیلم از این مجموعه بود.
پس از یک سال دوری از سینما، مور در سال ۲۰۱۷ سه اکران داشت. او در شگفت‌زده نقش دوگانه‌ای ایفا کرد و بار دیگر با تاد هینز هم‌بازی شد. نقش‌های او یک ستاره سینمای صامت در دههٔ ۱۹۲۰ و یک کتابدار ناشنوا در دههٔ ۱۹۷۰ بود. او در حین آماده‌سازی زبان اشاره را آموخت و فیلم‌های لیلین گیش را تماشا کرد. ریچارد لاوسون او را علی‌رغم زمان محدودش در فیلم، «بسیار قابل تماشا» می‌دانست. مور در آن سال برای دومین بار نقش دوگانه‌ای را در سابربیکن به تصویر کشید؛ این تریلر طنز به نویسندگی برادران کوئن و کارگردانی جرج کلونی ساخته شده‌است. او در مقابل مت دیمون برای بازی در نقش خواهران دوقلو به نام‌های رز و مارگارت در دههٔ ۱۹۵۰ آمریکا انتخاب شد که درگیر جنایت محلی می‌شوند. این فیلم با از طرف منتقدان نقدهای منفی‌ای کسب کرد و عقیده داشتند که نتوانسته نژادپرستی آمریکا را به خوبی به تصویر بکشد، اما جفری مک‌ناب از ایندیپندنت مور را به خاطر ارائه «بازی کمدی کاملاً قضاوت‌شده در نقش یک زن مهلک مانند باربارا استانویک» تحسین کرد.
آخرین اکران مور در سال ۲۰۱۷، دنباله‌ای از فیلم جاسوسی کینگزمن: سرویس مخفی (۲۰۱۴) با نام فرعی محفل طلایی با بازی کالین فرث و تارون اجرتون بود. او نقش پاپی آدامز کارآفرین شرور را بازی کرد که یک اتحادیهٔ مواد مخدر را اداره می‌کند. مور علی‌رغم اقدامات شخصیتش، نقشی را ایفا کرد تا پاپی را «عجیب اما معقول» جلوه دهد. پیتر دبروژ این فیلم را «نامانوس» توصیف کرد و نوشت که مور نقش او را «همان‌طور که مارتا استوارت با یک زن خانه‌دار اهریمنی دههٔ ۱۹۵۰ پیوند زد» بازی کرده‌است. این فیلم بیش از ۴۱۰ میلیون دلار در سراسر جهان فروش داشت.

### فیلم‌های مستقل و پروژه‌های اینترنتی (۲۰۱۸–اکنون)
مور دو فیلم داشت که در سال ۲۰۱۸ به نمایش درآمدند. نخستین فیلم گلوریا بل اثر سباستین للیو بود که بابت نمایش ماجراجویی زنی میان‌سال برای یافتن معنای زندگی به آن علاقه‌مند شده بود؛ این فیلم بازسازی انگلیسی‌زبان فیلم شیلیایی خود للیو، یعنی گلوریا (۲۰۱۳) بود. استفان دالتون از هالیوود ریپورتر بر این باور بود که او اجرایی «کاملاً طبیعی و مجذوب‌کننده» از خود ارائه کرده بود. دومین فیلم او در آن سال بل کانتو بود؛ فیلمی هیجان‌انگیز که بر اساس رمانی به همین نام از آن پچت ساخته شد و دربارهٔ بحران گروگان‌گیری سفارت ژاپن بود. برای بازیگری در نقش خوانندهٔ اپرا، او یادگرفت زبان بدن افراد حرفه‌ای برای سکانسی که در آن رنه فلمینگ آواز اجرا می‌کرد را تقلید کند. گای لاج از شیکاگو تریبون این فیلم را اقتباسی ناموفق از رمان می‌دانست و نقش مور را نپسندید. سال بعد، او یک بار دیگر با همسرش در بعد از عروسی که بازسازی فیلم دانمارکی به همین نام از سوزان بیر است، همکاری کرد. او و میشل ویلیامز نقش‌هایی را ایفا کردند که در فیلم اصلی متعلق به مردان بود. در همان سال، او در فیلم کوتاه دختر تعجب‌آور به کارگردانی لوکا گوادانینو ایفای نقش کرد.

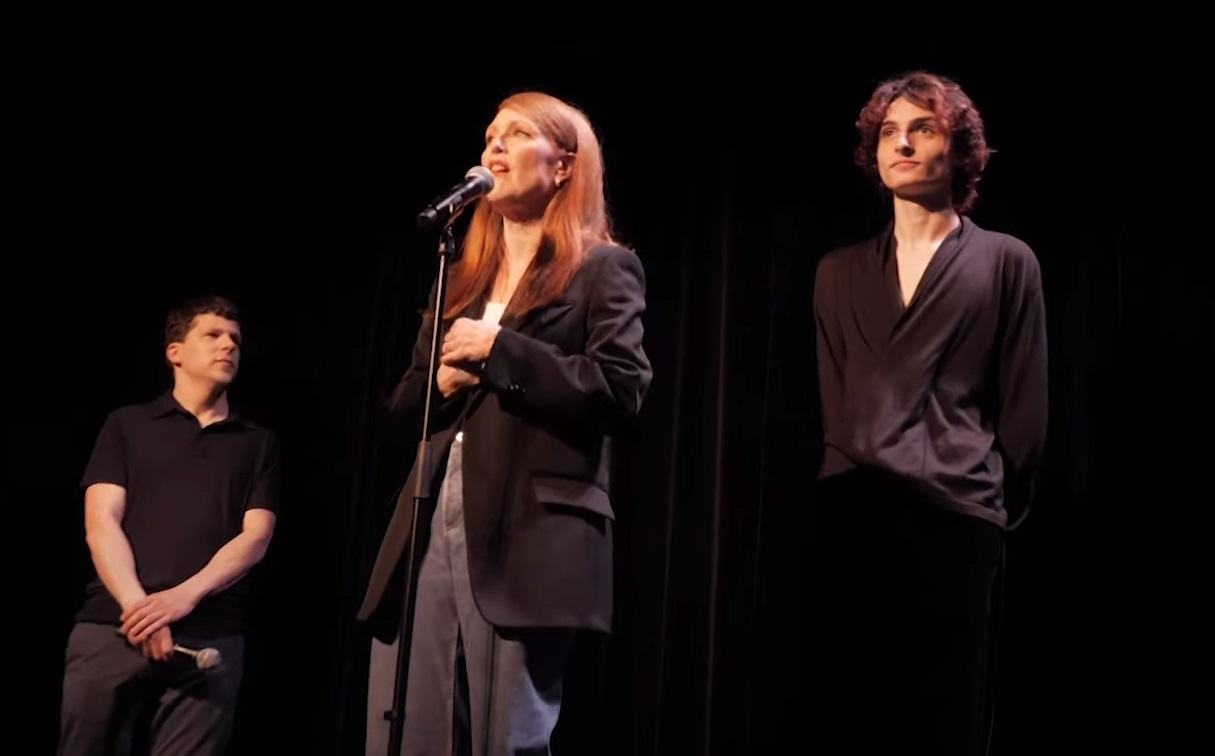
مور با جسی آیزنبرگ (چپ) و فین ولفهارد در رویدادی برای وقتی که نجات جهان را تمام کردی در ۲۰۲۲

در سال ۲۰۲۰، مور گلوریا استاینم، فعال فمینیستی را در فیلم زندگینامه‌ای گلوریا به تصویر کشید و دیگر بازیگران آلیسیا ویکاندر و لولو ویلسون نقش او را در سنین متفاوت ایفا کردند. در سال بعد، او در فیلم هیجان‌انگیز زنی پشت پنجره از جو رایت که بر اساس رمان به همین نام ساخته شده، و در فیلم موزیکال ایون هنسن عزیز از استیون شباسکی که بر اساس موزیکال به همین نام ساخته شده، در مقابل ایمی آدامز نقش مکمل را ایفا کرد. هر دو فیلم با استقبال ضعیفی مواجه شدند. مور نقش اصلی مینی‌سریال لیزیز استوری از اپل تی‌وی پلاس که از رمان هیجان‌انگیز استیون کینگ به همین نام اقتباس شده بود را ایفا کرد. با وجود تمجید از نقش مور، این مینی‌سریال مورد استقبال مثبت قرار نگرفت. مور در سال ۲۰۲۲ نقش اصلی فیلم کمدی-درام وقتی که نجات جهان را تمام کردی از جسی آیزنبرگ را ایفا کرد. جان دیفور از هالیوود ریپورتر او را به خاطر نشان دادن همدلانهٔ شخصیتی نامطلوب تحسین کرد. مور در سال ۲۰۲۲ ریاست هیئت داوران هفتاد و نهمین دوره جشنواره بین‌المللی فیلم ونیز را بر عهده داشت.
مور سپس نقش اصلی فیلم هیجان‌انگیز زیرک‌تر (۲۰۲۳) برای اپل تی‌وی پلاس را بازی کرد که بینندگان معمولی و نسبتاً کمی داشت. او بار دیگر با تاد هینز در می دسامبر کار کرد؛ این فیلم درامی با بازی ناتالی پورتمن بود که مور در آن نقش زنی را ایفا کرد که با مردی بسیار جوان‌تر ازدواج کرده بود. مور از بازی در نقش شخصیتی هنجارشکن خشنود بود و این شخصیت را «به‌طرز باورنکردنی پیچیده و قانع‌کننده» می‌دانست. جاناتان رمنی در اسکرین دیلی شخصیت سینمایی مور را با آن شخصیتی مقایسه کرد که او در فیلم وقار وحشی بازی کرده بود و او را بابت ترکیب «آسیب‌پذیری عصبی و بی‌دوامی سلطه‌جویانه» در اجرایش تحسین کرد. او برای این نقش نامزد دریافت جایزهٔ گلدن گلوب شد.
در مینی‌سریال طنز تاریخی مری و جرج محصول ۲۰۲۴، مور نقش اصلی مری ویلرز را مقابل جرج ویلرز (نیکلاس گالیتزین) بازی کرد. نیک هیلتون در نشریهٔ ایندیپندنت متوجه شد که مور «در لحظه‌های دراماتیک مری نسبت به لحظه‌های طنزش مؤثرتر» عمل می‌کند.

## دیگر فعالیت‌ها

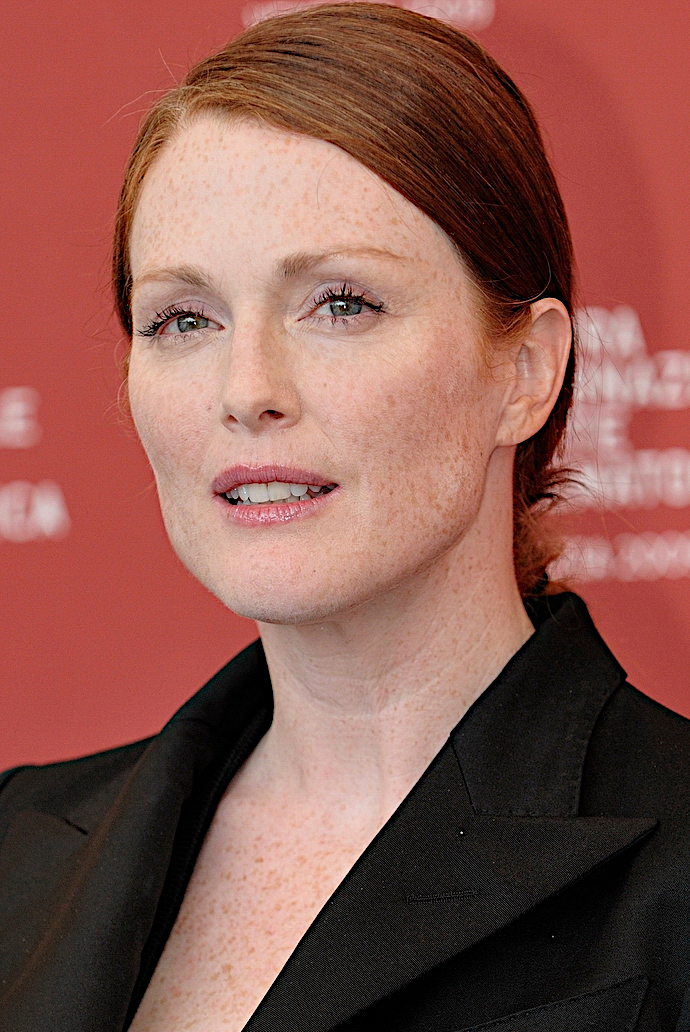
مور در جشنوارۀ بین‌المللی فیلم ونیز ۲۰۰۹

مور در زمینهٔ نوشتن کتاب‌های کودکان فعالیت دارد. نخستین کتاب او با نام توت‌فرنگی صورت‌کک‌ومکی در اکتبر ۲۰۰۷ منتشر شد و پرفروش‌ترین کتاب نیویورک تایمز شد. این کتاب که از سوی تایم اوت به عنوان «روایتی ساده، شیرین و نیمه‌شرح‌حال» توصیف شده، داستان دختری را روایت می‌کند که می‌خواهد از شر کک‌ومک خلاص شود، اما در نهایت آن را می‌پذیرد. مور این کتاب را زمانی تصمیم گرفت بنویسد که پسر جوانش از جنبه‌های ظاهری خودش بیزار شد. او به یاد دوران کودکی خود افتاد، که در آن زمان او را به خاطر داشتن کک‌ومک اذیت می‌کردند و از سوی بچه‌های دیگر «توت‌فرنگی صورت‌کک‌ومکی» نامیده شد.
این کتاب تا سال ۲۰۱۶ به مجموعه‌ای با شش دنباله تبدیل شده‌است: توت‌فرنگی صورت‌کک‌ومکی و داژبال قلدر در سال ۲۰۰۹ منتشر شد و توت‌فرنگی صورت‌کک‌ومکی: بهترین دوستان تا ابد در سال ۲۰۱۱. هر دو کتاب حامل این پیام هستند که کودکان می‌توانند بر مشکلات خود غلبه کنند. توت‌فرنگی صورت کک‌ومکی: کوله پشتی!، توت‌فرنگی صورت کک‌ومکی: ناهار، یا آن چیست؟ و توت‌فرنگی کک‌ومکی: دندان لق! به عنوان بخشی از برنامهٔ «گام به سمت خواندن» ناشر راندوم هاوس منتشر شد. این کتاب‌ها با توت‌فرنگی صورت کک‌ومکی و صدای واقعاً بزرگ در تابستان ۲۰۱۶ دنبال شدند.
توت‌فرنگی صورت‌کک‌ومکی به نمایش موزیکالی به نویسندگی رز کایولا و گری کوپر اقتباس شده‌است که برای نخستین بار در اکتبر ۲۰۱۰ در نیو وورد استیج، نیویورک به نمایش درآمد. مور در این محصول نقش داشت، به‌ویژه از طریق درخواستش برای حفظ مخاطبان هدف جوان کتاب. این نمایش از آن زمان تاکنون مجوز دریافت کرده و در چندین مکان اجرا شده‌است، که مور آن‌ها را «بسیار رضایت‌بخش و بیش از حد زیبنده» می‌نامد.
مور یک کتاب کودک جدا از مجموعه توت‌فرنگی صورت‌کک‌ومکی نوشته‌است. مامان من یک بیگانه است، اما برای من نیست که در سال ۲۰۱۳ منتشر شد، بر اساس تجربیات او از بزرگ شدن با مادری در کشور دیگر نوشته شده‌است. این کتاب با استقبال منفی پابلیشرز ویکلی و کرکوس رویوز مواجه شد؛ پابلیشرز ویکلی آن را را از روی حسن نیت توصیف کرد، اما استفاده از بیت و قافیه مورد انتقاد قرار گرفت.

## بازخورد و سبک بازیگری
مور از سوی رسانه‌ها به‌عنوان یکی از با استعدادترین و ماهرترین بازیگران زن نسل خود توصیف شده‌است. به‌عنوان زنی در دههٔ شصت زندگی‌اش، از او به‌عنوان بازیگری غیرمعمول یاد شده که به‌طور منظم فعالیت خود را ادامه می‌دهد و در سینما با نقش‌های برجستهٔ حضور دارد. او از تنوع بازی در فیلم‌های مستقل کم‌هزینه و محصولات هالیوودی در مقیاس بزرگ لذت می‌برد. در سال ۲۰۰۴، روزنامه‌نگاری از آی‌جی‌ان در مورد این «توانایی نادر برای جابه‌جاشدن در میان پروژه‌های تجاری پایدار مانند نه ماه تا شاهکارهای هنری مانند ایمن» نوشت و افزود: «او در سینمای هنری و پردیس سینمایی به‌طور یکسان مورد احترام است.» او بابت بازی در طیف وسیعی از نقش‌ها مورد توجه است، و ریدلی اسکات، کارگردان او در هانیبال، همه‌کاره بودن مور را ستایش کرده‌است. در سال ۲۰۱۳، ستاره‌ای با نام او در پیاده‌روی مشاهیر هالیوود نصب شد. نام او در چهار نوبت (۱۹۹۵، ۲۰۰۳، ۲۰۰۸، ۲۰۱۳) در فهرست زیبایی سالانهٔ مجلهٔ پیپل قرار گرفته‌است. مجلهٔ تایم در سال ۲۰۱۵ مور را یکی از ۱۰۰ شخص تاثیرگزار در جهان نامید. در سال ۲۰۲۰، نام او در رتبهٔ ۱۱ فهرست ۲۵ بازیگر برتر قرن بیست و یکم مجلهٔ نیویورک تایمز قرار گرفت.

## کارنامهٔ هنری و افتخارات
تحسین‌شده‌ترین آثار مور بنا به گفتهٔ بازبینی منتقدان وبگاه راتن تومیتوز، عبارتند از:
- برش‌های کوتاه (۱۹۹۳)
- وانیا در خیابان چهل و دوم (۱۹۹۴)
- ایمن (۱۹۹۵)
- شب‌های عیاشی (۱۹۹۷)
- لبوفسکی بزرگ (۱۹۹۸)
- مگنولیا (۱۹۹۹)
- ساعت‌ها (۲۰۰۲)
- دور از بهشت (۲۰۰۲)
- فرزندان انسان (۲۰۰۶)
- کوری (۲۰۰۸)
- یک مرد مجرد (۲۰۰۹)
- بچه‌ها حالشان خوب است (۲۰۱۰)
- آنچه میسی می‌دانست (۲۰۱۲)
- هنوز آلیس (۲۰۱۴)
- طرح مگی (۲۰۱۵)
- گلوریا بل (۲۰۱۸)
- می دسامبر (۲۰۲۳)

فیلم‌های مور که با فروش بالایی همراه بوده‌اند، عبارتند از:
- دستی که گهواره را تکان می‌دهد (۱۹۹۲)
- فراری (۱۹۹۳)
- نه ماه (۱۹۹۵)
- جهان گمشده: پارک ژوراسیک (۱۹۹۷)
- هانیبال (۲۰۰۱)
- فراموش‌شده (۲۰۰۴)
- دیوانه‌وار، احمقانه، عشق (۲۰۱۱)
- بدون توقف (۲۰۱۴)
- بازی‌های گرسنگی: زاغ مقلد – بخش ۱ (۲۰۱۴)
- بازی‌های گرسنگی: زاغ مقلد – بخش ۲ (۲۰۱۵)
- کینگزمن: محفل طلایی (۲۰۱۷)

مور پنج بار نامزد دریافت جایزهٔ اسکار شده‌است؛ بهترین بازیگر نقش مکمل زن برای شب‌های عیاشی و ساعت‌ها و بهترین بازیگر نقش اول زن برای پایان رابطه (۱۹۹۹) و دور از بهشت که درنهایت برای هنوز آلیس این جایزه را کسب کرد.